# Kaza (rapper)
Kaza, pseudonimo di Anthony Kazadi (Fontenay-sous-Bois, 21 dicembre 2000), è un rapper francese.

## Biografia
Anthony Kazadi è originario di Fontenay-sous-Bois, nel dipartimento della Val-de-Marne. Fratello minore del rapper Enfantdepauvres, comincia la sua carriera nella pallacanestro.

## Carriera
Decide di dedicarsi interamente alla musica grazie al successo della serie di singoli HRTBRK, iniziata nel 2018, che gli permette di acquisire notorietà. In particolare, il secondo episodio viene certificato disco di diamante. Tale successo gli permette di firmare per l'etichetta Elektra France, sotto Warner. Il 6 marzo 2020 pubblica il primo album in studio Heartbreak Life, contenente 15 tracce e le collaborazioni di Maes e Timal. Il disco viene ripubblicato in ottobre in una nuova versione denominata Winter Edition, comprendente otto brani inediti.
Il suo secondo album, dal titolo Toxic, viene reso disponibile il 30 aprile 2021, e vede la partecipazione dei rapper Maes e Dinos, oltre a Franglish, Leto ed Enfantdepauvres nella Winter Edition uscita nel febbraio seguente. Il 12 gennaio 2024 è la volta del terzo album, Heartbreak Life II, in cui sono presenti Naza, Franglish e Nej.

## Stile musicale
I testi delle canzoni di Kaza sono stati talvolta descritti come "romantici". In molti brani il rapper esplora temi come le relazioni sentimentali o le difficoltà che uomini e donne possono incontrare per andare d'accordo e amarsi per molti anni. Le sonorità da lui portate sono state definite una miscela di suoni afro-inglesi e rap, con infuenze cloud rap.

## Discografia

### Album in studio
- 2020 – Heartbreak Life
- 2021 – Toxic
- 2024 – Heartbreak Life II